# Federación del Jura

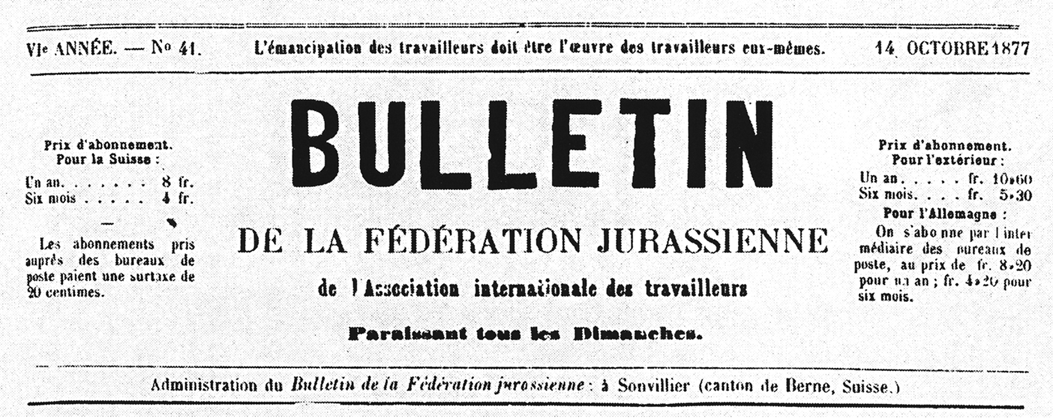
Boletín de la Federación del Jura.

La Federación del Jura o Federación Jurasiana (en francés: Fédération jurassienne) fue la más importante federación anarquista de la Primera Internacional, basada principalmente en los relojeros de las montañas del Jura en Suiza. La Federación del Jura, junto a otras secciones anarquistas, fue expulsada de la Primera Internacional en del Congreso de La Haya de 1872 formando poco después la Internacional anarquista de Saint-Imier.
Los anarquistas en la Federación del Jura, como James Guillaume, desempeñarían un papel clave en la conversión anarquista de Piotr Kropotkin. En Memorias de un revolucionario, Kropotkin escribe que «las igualitarias relaciones que encontré en las Montañas Jura, la libertad de actuar y pensamiento la cual yo vi desarrollarse en los trabajadores, y su ilimitada devoción por la causa, apelaron fuertemente en mi sentir; y cuando yo me fui de las montañas, después de permanecer una semana con los relojeros, mis visiones del socialismo fueron establecidas. Yo era un anarquista...».[cita requerida]